# Hordeum pavisii
Hordeum pavisii är en gräsart som beskrevs av Préaub. Hordeum pavisii ingår i släktet kornsläktet, och familjen gräs. Inga underarter finns listade i Catalogue of Life.